# Héctor José Cámpora
Héctor José Cámpora Demaestre (ur. 26 marca 1909 w Mercedes, zm. 18 grudnia 1980 w Cuernavaca) – argentyński polityk, dentysta, zwolennik Juana Domingo Peróna, po jego obaleniu więziony w latach 1955–1957, w 1973 objął urząd prezydenta kraju, ustąpił jednak w celu umożliwienia Peronowi powrotu do władzy. Od 1973 do 1974 pełnił funkcję ambasadora w Meksyku. Przywódca Autentycznej Partii Peronowskiej (PPA), po odsunięciu od władzy Isabel Perón w 1976 schronił się w ambasadzie Meksyku, gdzie przebywał do 1979, po czym wyemigrował.